# 馬己仙峽道

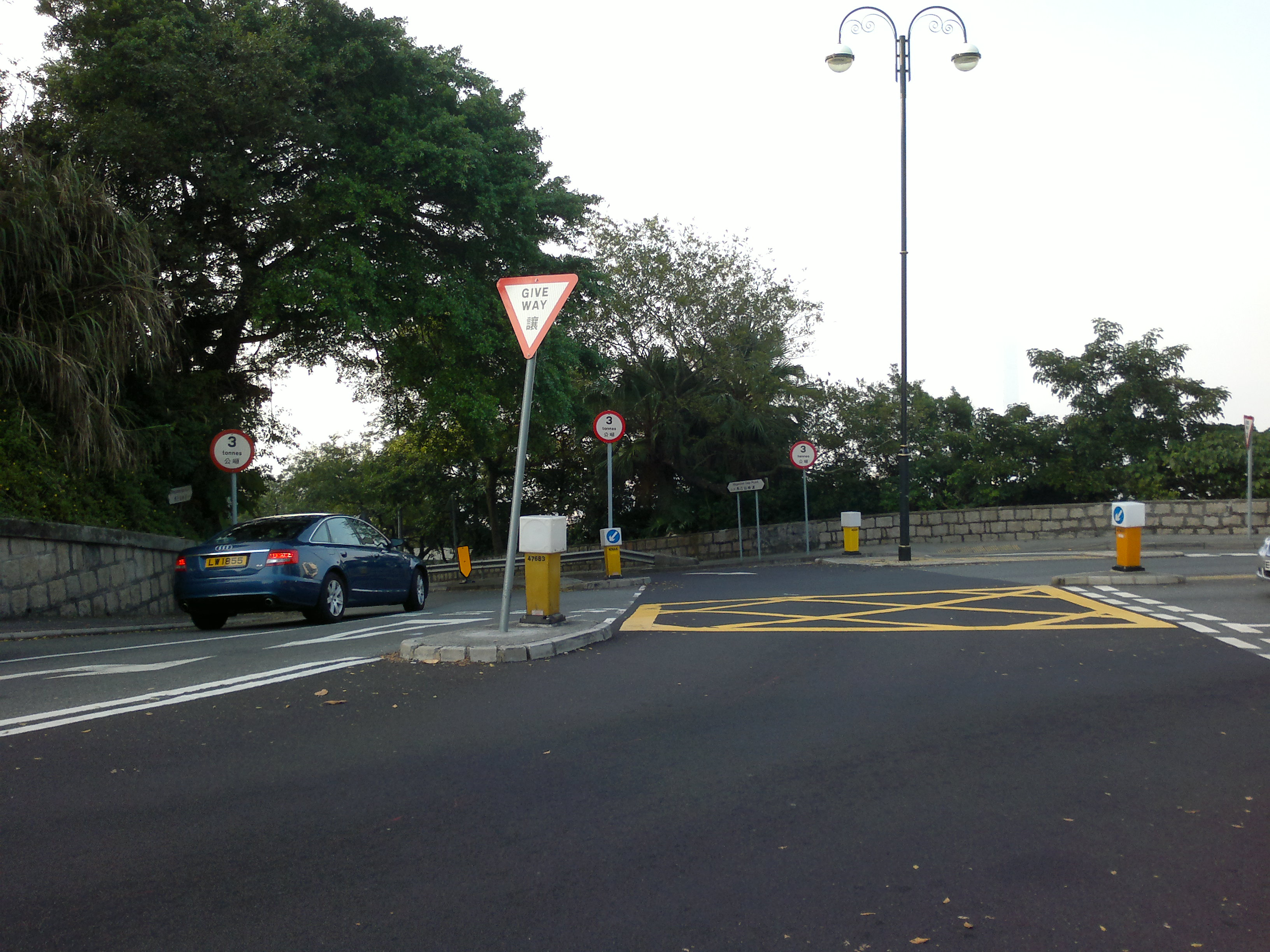
馬己仙峽道與甘道及山頂道相匯處

馬己仙峽道（英語：Magazine Gap Road）是香港金鐘半山及山頂的主要道路，位於香港島馬己仙峽，是中環來往山頂的最直接途徑。最高海拔約300米。
馬己仙峽道大部份屬彎彎曲曲的斜路，依山而建，西面亦是海拔最低點，連接花園道及羅便臣道，向東及向上而行，連接寶雲道及梅道等連接至高尚住宅區的道路，至東面近最高點，連接司徒拔道及山頂道。車輛可經司徒拔道前往黃泥涌峽、跑馬地、灣仔、香港仔、淺水灣等地，或經山頂道前往山頂。
現時馬己仙峽道禁止3噸以上的車輛使用。在2008年，曾有旅遊巴士司機從山頂下山，因貪快選用馬己仙峽道，未有留意有「三噸及以上車輛不得行駛」的指示，終導致腳掣失靈，在花園道狂衝，連撞八輛車及撞死一名站在安全島的女生，旅遊巴最後在下亞厘畢道猛撞向中區政府合署大樓停下；而在2017年，亦有雙層巴士錯誤駛入此路，結果在近花園道的一段被卡住。

## 詞源
“馬己仙”來自英文Magazine，此處並非常見的“雜誌”義，而是指“軍火庫”，以道路所繞著的前英軍軍火庫命名。1863至1868年間英軍在該處建立火藥庫，到1905年又加建了第二座。製成的軍火由吊纜直接輸送至現時灣仔軍器廠街的軍器廠。

## 馬己仙峽道食水配水庫
馬己仙峽道食水配水庫建於1901年，面積約360平方米，圍牆及地台由混凝土建造，並用紅磚鋪蓋圍牆內壁和建造支柱及拱形上蓋。1997年，因出現老化和滲漏而停用。2010年，馬己仙峽道食水配水庫被拆卸，並原址建造一個新的海水配水庫。

## 維多利亞城界碑
維多利亞城界碑是沿著昔日香港維多利亞城邊緣上的一組界碑，於1903年豎立，其中一塊位於馬己仙峽道15號。該界碑於2007年6月被人移走，至今仍下落不明。

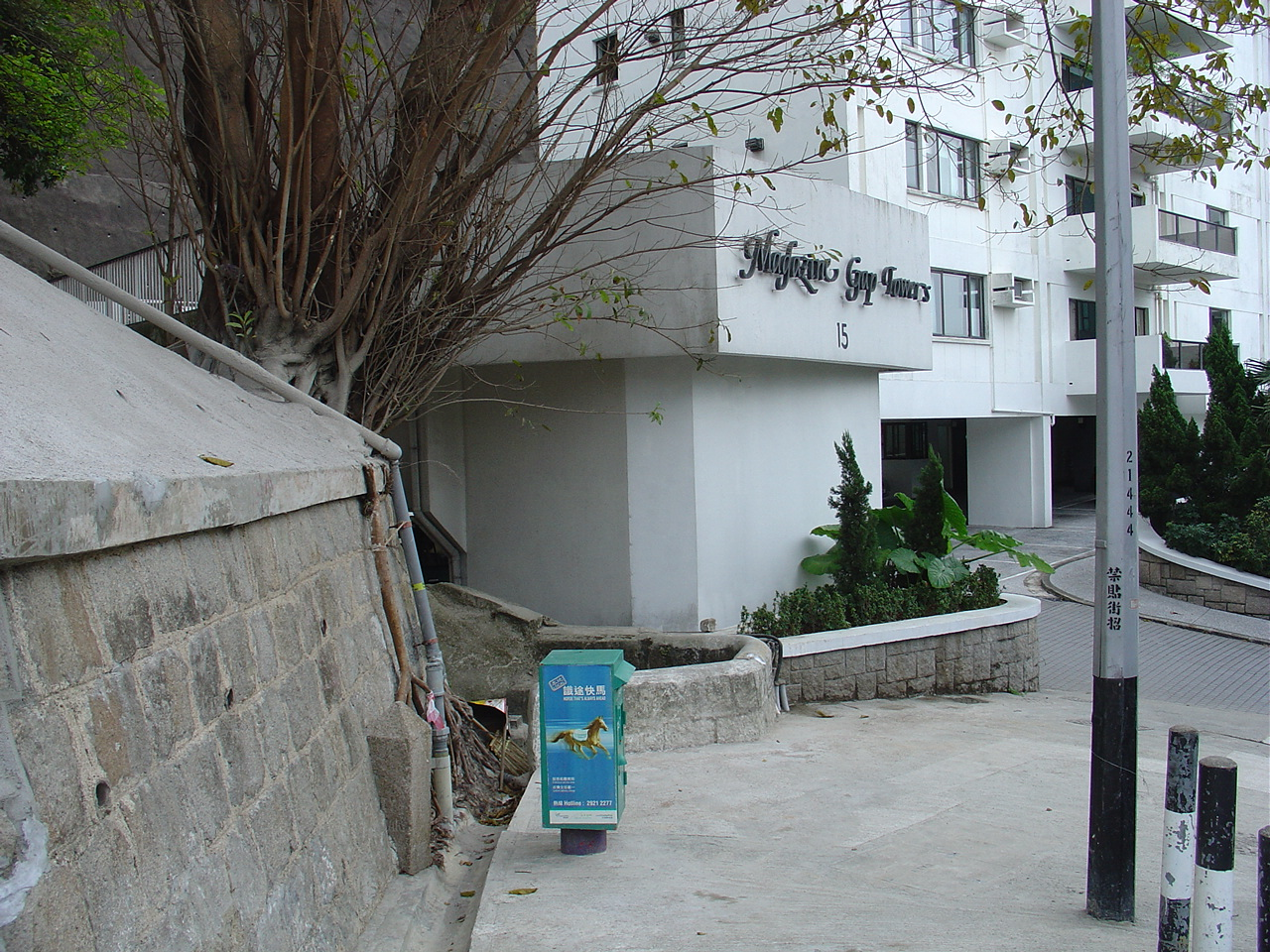
馬己仙峽道界碑被移走前（2004年11月）
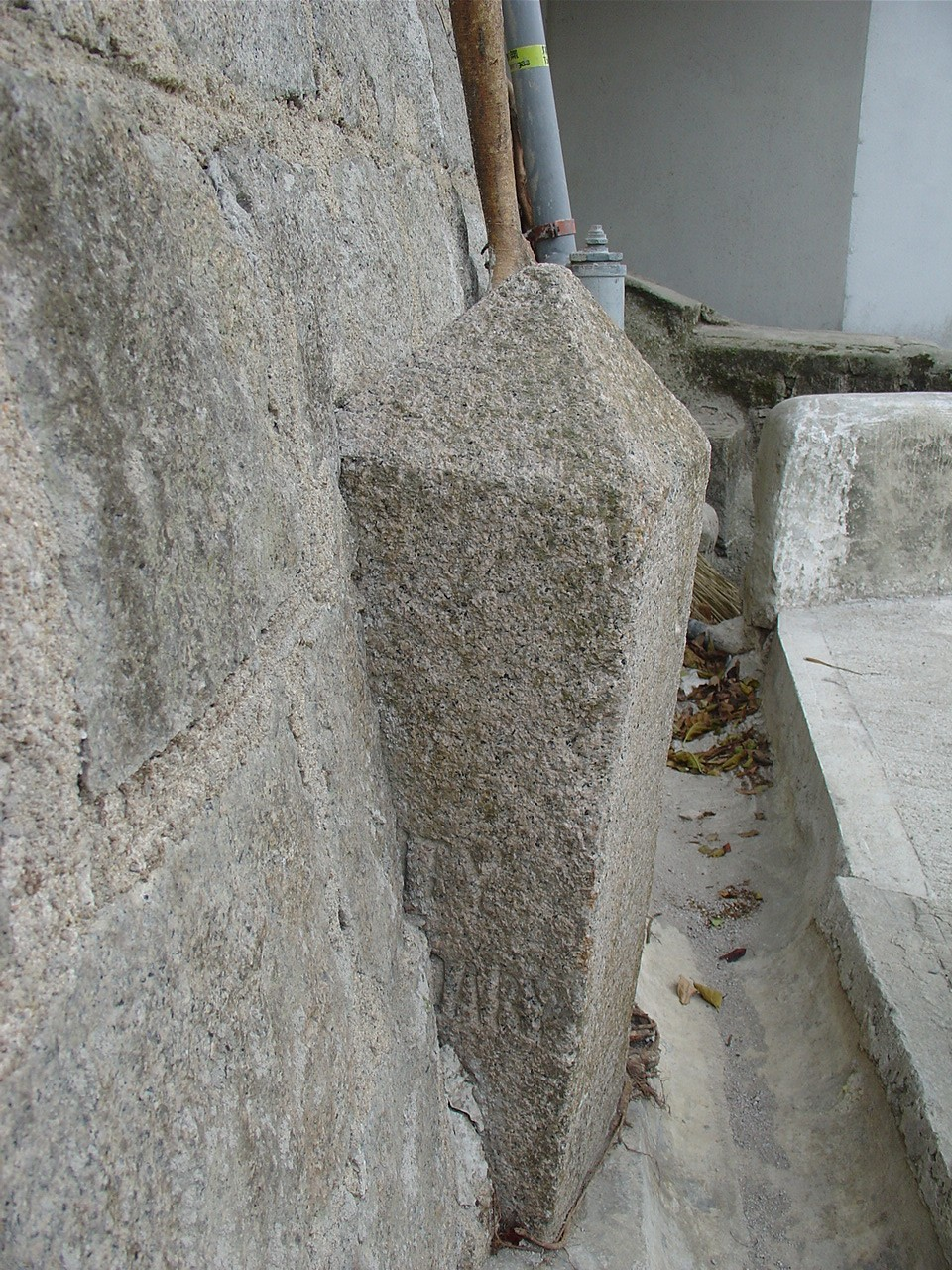
界碑近拍圖，可見半埋在石牆中之「…ITY …DARY」字樣（2004年11月）
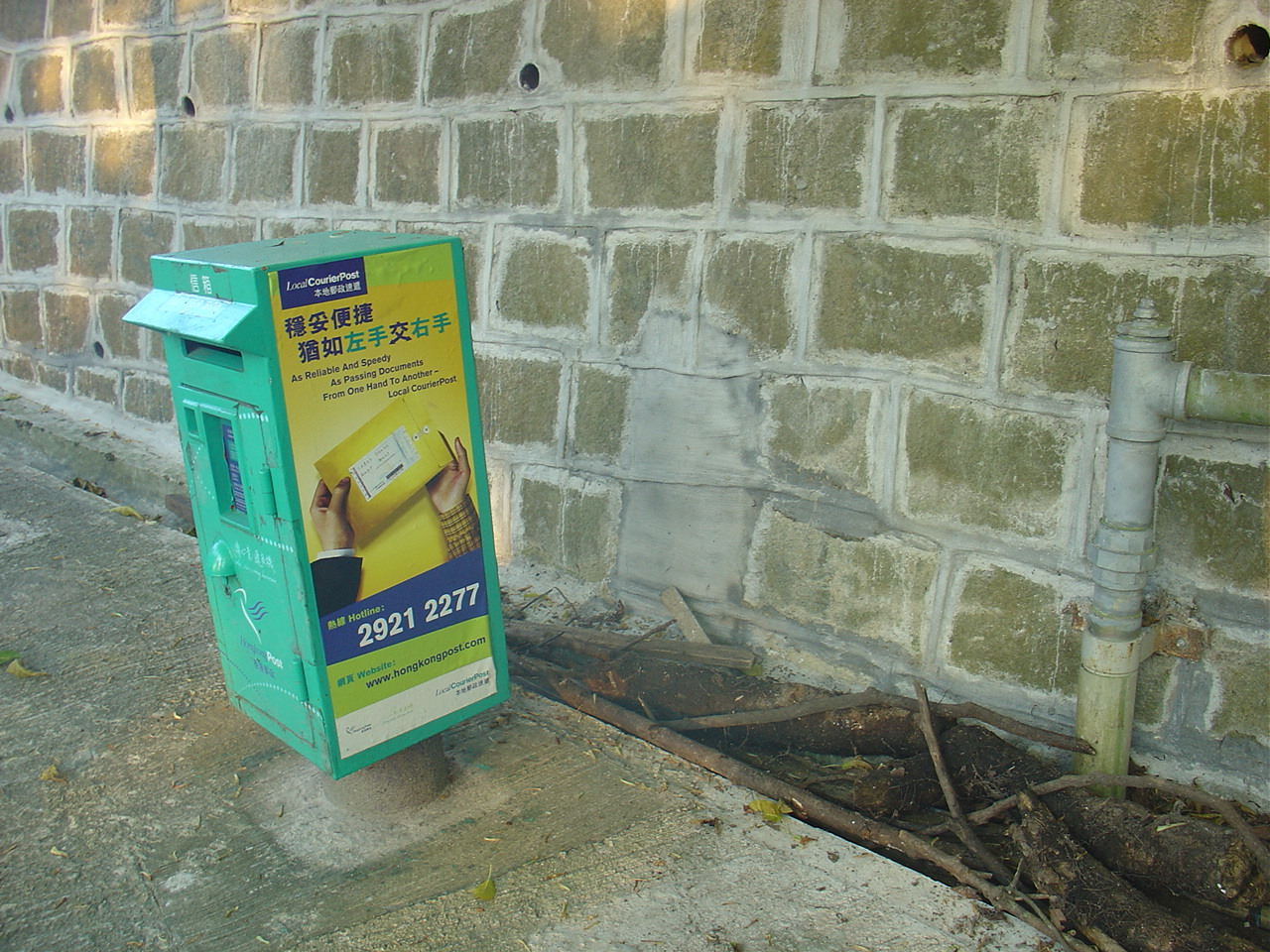
馬己仙峽道界碑被移走後（2007年6月）

## 香港忠靈塔
馬己仙峽道30至38號，現為金馬倫大廈，由數幢低密度住宅組成，項目前身亦有一段歷史。據悉，二戰期間日軍曾於該地建造「忠靈塔」，紀念戰死的日本官兵，該塔原打算建至80米高，並於1942年動土，數年後日本戰敗投降，英軍於1947年將之炸毁，而其基座並沒有被炸毁，數年後財團在上面建成住宅。

## 馬己仙峽道名人業主（部份）
- 馬己仙峽道1號：嘉慧園分散業權（1971年）
- 馬己仙峽道11號：港景別墅：新鴻基地產和利豐（1995年）
- 馬己仙峽道15及17號：鍾斌銓（1954年）
- 馬己仙峽道27號：高可寧（1954年）
- 馬己仙峽道33號：滙豐銀行（1949年）
- 馬己仙峽道34號：金馬倫大廈：陸佑家族（1951年）
- 馬己仙峽道50號：警務處處長官邸

## 沿路著名地點
- 愛都大廈
- 嘉慧園：全國政協副主席、首任行政長官董建華住所
- 香港忠靈塔（未建成，僅存基座，現金馬倫大廈）

## 交匯道路
- 甘道
- 山頂道
- 梅道
- 寶雲道
- 蒲魯賢徑
- 花園道
- 羅便臣道

## 公共交通
專線小巴

## 外部連結
- 嘉慧園位置圖 （页面存档备份，存于）